# Крупіна
Крупіна (словац. Krupina, нім. Karpfen, угор. Korpona) — місто в центральній Словаччині біля підніжжя Штявницьких гір і Крупинської планіни. Населення міста близько 8 тис. чоловік. Площа міста — 88,669 км². Середня щільність населення — 87,93 осіб/км².

## Географія
Протікають річка Бебрава; Бряч і Вайсов потік.

## Історія

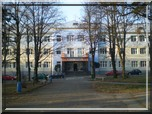
Будівля лікарні Korpona

Крупина і Трнава є найстарішими містами Словаччини. Магдебурзьке право Крупина отримала в 1238 році, хоча вперше згадується в 1135 році в листі короля Бели II. Крупина тоді стояла на знаменитій торговельній дорозі Magna Via, що веде від Балтики до Адріатики. У 1241 році Крупину спалили монголо-татари. У XIV столітті Крупина була відома «крупинським міським правом», яке хотіли отримати багато міст, наприклад, Ружомберок, Жиліна, Прєвідза та інші. У XV столітті Крупину неодноразово брали в облогу гусити. У XVI столітті на місто часто нападають турецькі війська, проти них Крупина будує потужні фортечні укріплення, які турецькі війська ніколи не змогли взяти облогою. У XVIII столітті Крупину спалили куруци. У 1919 році місто розграбувала угорська Червона Армія.
В даний час Крупина — адміністративний центр округу Крупіна Банскобістріцкого краю.

## Статистичні дані
| Рік:            | 1994. | 2004.   | 2014.   | 2024.   |
| --------------- | ----- | ------- | ------- | ------- |
| Кількість осіб: | 8060  | 7857    | 8010    | 7524    |
| Різниця:        |       | -2,51 % | +1,94 % | -6,06 % |

| Рік:            | 2023. | 2024.   |
| --------------- | ----- | ------- |
| Кількість осіб: | 7510  | 7524    |
| Різниця:        |       | +0,18 % |

### Етнічний склад населення
- Словаки — 97,63 %
- Роми — 1,14 %
- Чехи — 0,38 %
- Угорці — 0,34 %
- Українці — 0,03 %
- Інші — 0,48 %

### Релігійний склад населення
- Католики — 70,32 % (5619)
- Протестанти — 17,86 % (1427)
- Жодна релігія — 9,27 % (741)
- Адвентисти сьомого дня — 0,39 % (31)

## Визначні пам'ятки
- Романський фарний костел;
- Вартова башта;
- Фортечні стіни;
- Фортеця Бзовік, (неподалік)
- Чабрадський замок

## Видатні особистості
- Андрій Сладкович (Ондрсь Браксаторис) (* 30 березня 1820, Крупина — † 20 квітня 1872, Банська Бистриця, Словаччина) — відомий словацький поет-романтик, протестантський проповідник.
- Вільям Полоні (* 6 липня 1928, Крупіна) — словацький актор.
- Жорж Спітцер (* 14 серпня 1919, Крупіна — † 11 жовтня 1995, Братислава) — словацький літературний критик і публіцист.
- Олена Марози-Шолтесова (* 6 січня 1855, Крупіна — † 11 лютого 1939, Мартін, Словаччина), словацький прозаїк, редактор і публіцист.
- Самуїл Грушкович (* 1 квітня 1694, Крупіна — † 1 вересня 1748, Банська Бистриця, Словаччина) — словацький священик лютеранської церкви, релігійний письменник, перекладач і редактор.

## Міста-партнери
- Анікщяй, Литва
- Вісла, Польща
- Гуквалди, Чехія
- Непомук, Чехія
- Оміш, Хорватія